# Cinte Tesino
Cinte Tesino és un municipi italià, dins de la província de Trento. L'any 2007 tenia 380 habitants. Limita amb els municipis de Canal San Bovo, Castello Tesino, Grigno, Lamon (BL), Ospedaletto, Pieve Tesino i Scurelle.

## Administració
| Període | Identitat        | Partit        |
| ------- | ---------------- | ------------- |
| 2005-   | Leonardo Ceccato | Llista cívica |